# Julie Philippe
Julie Philippe (* 1946) ist eine französische Schauspielerin und Casterin.
In Deutschland wird sie vor allem als Gegenspielerin Claude Jades in der Mystery-Thriller-Serie Die Insel der dreißig Tode bekannt. Danach Rollen wie die Jeannette in Unter der Trikolore, einer Serie mit Constanze Engelbrecht, Alexander Radszun und Bernard Giraudeau. In Ein kleines Paradies will sie Richard Berry das Leben zur Hölle machen. Es folgen in den 1980er Jahren weitere Hauptrollen (neben André Dussollier in Straße der verlorenen Engel) und Gastrollen in Serien. Seit Beginn der 1990er Jahre ist Julie Philippe neben sporadischen Rollen Casterin.